# Albons
Albons település Spanyolországban, Girona tartományban. Albons Bellcaire d’Empordà, L'Escala, La Tallada d’Empordà és Viladamat községekkel határos. Lakosainak száma 830 fő (2024).

## Népesség
A település népessége az elmúlt években az alábbi módon változott:
| Lakosok száma | 194  | 582  | 652  | 577  | 474  | 574  | 687  | 727  | 776  | 830  |
|               | 1717 | 1887 | 1936 | 1960 | 1986 | 2004 | 2009 | 2014 | 2019 | 2024 |